# Proročanstvo (strip)
Proročanstvo je 578. epizoda Zagora objavljena premijerno u Srbiji u br. 110. u izdanju Veselog četvrtka. Na kioscima u Srbiji se pojavila 9. juna 2016. Koštala je 270 din. (2,27 €; 2,65 $) Imala je 94 strane.

## Originalna epizoda
Originalna epizoda pod nazivom La profezia objavljena je premijerno u Italiji u br. 578. regularne edicije Zagora u izdanju Bonelija 4. septembra 2013. Epizodu je nacrtao Roberto Pijere, a scenario napisali Moreno Buratini i Mauro Boseli. Naslovnicu je nacrtao Galijeno Feri. Koštala je 3,9 €.

## Kratak sadržaj
Nakon spašavaja rudara, Zagor i Čiko nastavljaju dalje sa glumačkom družinom Delano i Matamoros. Stiću u grad Konsepsion u kome lokalni sveštenik brat Tomas drži javne govore sa namerom da ubedi stanovnike da će uskoro nastati smak sveta, praveći analogiju sa zemljotresom koji je srupio Santijago 1822. godine. Jedini način da se spasu jeste da se svi bezbožnici i jeretici uklone sa lica zemlje. Tomas za problem optužuje bivšeg predsednika Čilea Bernarda O Higisa, kao i njegovog prijatelja Dijega del Valdavija, koji je još uvek guverner Konsepsiona.
U razgovoru sa pukovnikom Havijerom i kapetanom Pastorom (bratom bivšeg predsednika O Higinsa), guverner Valdavija ne zahteva vojnu intervenciju shvatajući da bi to moglo da izazove dodatne probleme.

## Prethodna i naredna epizoda
Prethodna epizoda nosila je naslov Most nad provalijom (#109), a naredna Sudnji dan (#111).